# Ksenija Balta
Ksenija Balta (Minsk, 1º novembre 1986) è una lunghista, multiplista e velocista estone.

## Palmarès
| Anno | Manifestazione   | Sede           | Evento         | Risultato      | Prestazione | Note                                     |
| ---- | ---------------- | -------------- | -------------- | -------------- | ----------- | ---------------------------------------- |
| 2005 | Europei indoor   | Madrid         | Pentathlon     | 14ª            | 3711 p.     |                                          |
| 2005 | Europei juniores | Kaunas         | Eptathlon      | Bronzo         | 5747 p.     |                                          |
| 2006 | Europei          | Göteborg       | 100 m piani    | Batteria       | 11"47       |                                          |
| 2006 | Europei          | Göteborg       | Salto in lungo | 23ª            | 6,03 m      |                                          |
| 2008 | Giochi olimpici  | Pechino        | Salto in lungo | 27ª            | 6,38 m      |                                          |
| 2009 | Europei indoor   | Torino         | Salto in lungo | Oro            | 6,87 m      |                                          |
| 2009 | Mondiali         | Berlino        | Salto in lungo | 7ª             | 6,62 m      |                                          |
| 2010 | Mondiali indoor  | Doha           | Salto in lungo | 4ª             | 6,63 m      |                                          |
| 2010 | Europei          | Barcellona     | 200 m piani    | Semifinale     | dq          |                                          |
| 2010 | Europei          | Barcellona     | Salto in lungo | 16ª            | 6,53 m      |                                          |
| 2016 | Mondiali indoor  | Portland       | Salto in lungo | 7ª             | 6,60 m      |                                          |
| 2016 | Europei          | Amsterdam      | Salto in lungo | 4ª             | 6,65 m      | Miglior prestazione personale stagionale |
| 2016 | Giochi olimpici  | Rio de Janeiro | Salto in lungo | 6ª             | 6,79 m      |                                          |
| 2017 | Europei indoor   | Belgrado       | Salto in lungo | 5ª             | 6,79 m      | Miglior prestazione personale stagionale |
| 2017 | Mondiali         | Londra         | Salto in lungo | 25ª (q)        | 6,15 m      |                                          |
| 2018 | Mondiali indoor  | Birmingham     | Salto in lungo | 8ª             | 6,57 m      |                                          |
| 2018 | Europei          | Berlino        | Salto in lungo | 6ª             | 6,49 m      |                                          |
| 2021 | Giochi olimpici  | Tokyo          | Salto in lungo | Qualificazione | nm          |                                          |